# Anping-Brücke

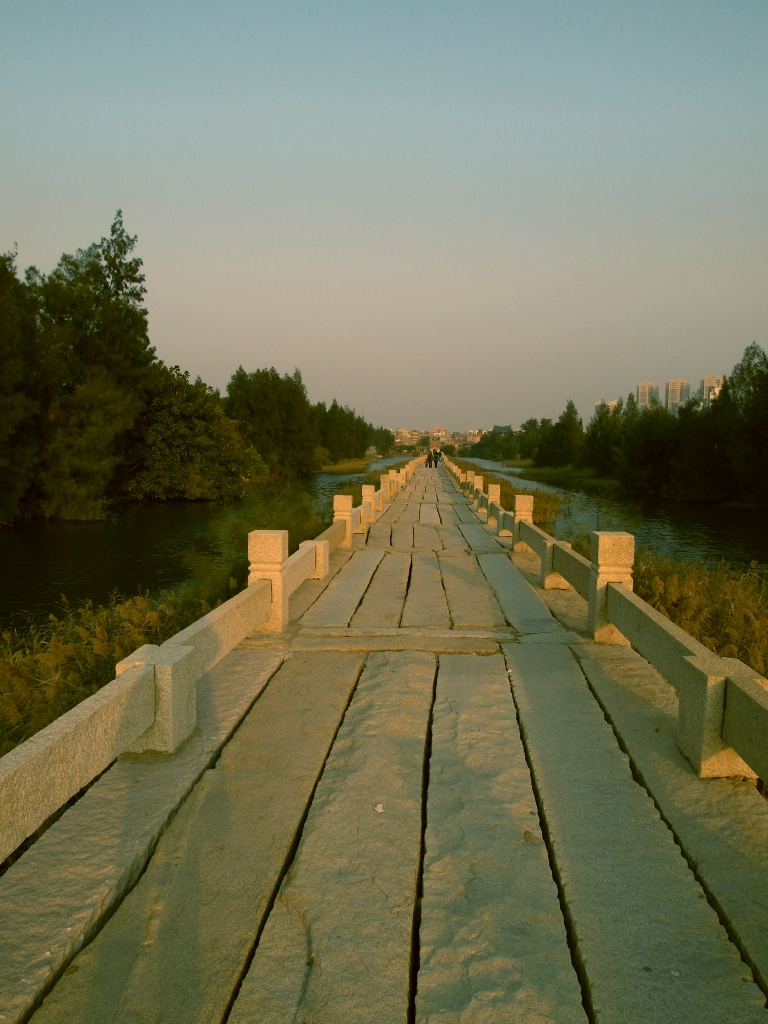
Anping-Brücke – 安平桥, 2010

Die Anping-Brücke (chinesisch 安平橋 / 安平桥, Pinyin Ānpíng qiáo, englisch Anping Bridge), die auch unter dem Namen Wuli-Brücke (五里桥,  Wǔlǐ qiáo – „Fünf-Li-Brücke“, also „Fünf-[Chinesische-]Meilen-Brücke“) bekannt ist, liegt auf dem Gebiet der Stadt Jinjiang, Provinz Fujian, China. Sie verbindet die Großgemeinde Anhai – 安海镇 – in Jianjiang mit der Großgemeinde Shuitou – 水头镇 – der Stadt Nan’an – 南安市.
Es handelt sich um eine auf 361 Pfeilern ruhende, 2255 m lange (Gesamtlänge) und 3 bis 3,8 Meter breite, ursprünglich als Straßenbrücke genutzte Steinplattenbrücke aus Granitsteinen, die zwischen 1138 und 1151 in der Zeit der Südlichen Song-Dynastie errichtet wurde. Es ist die längste Steinbrücke aus dem antiken China und die längste Konstruktion dieser Art weltweit. Im Volksmund heißt es, keine Brücke unter dem Himmel sei länger als diese (天下无桥长此桥,  Tiānxià wú qiáo cháng cǐ qiáo). Die Brücke wurde schon in früher Zeit während der Ming- und Qing-Dynastie mehrfach restauriert. Ihre heutige Länge beträgt 2070 m.
Die beiden Ränder der Brücke sind mit steinernen Pagoden und Figuren versehen. Es sind steinerne Wächterlöwen und Fabelkröten (蟾蜍,  chánchú) am Geländer zu sehen. Fünf Pavillons laden zu einer Rast ein.
Die Anping-Brücke steht seit 1961 auf der Liste der Denkmäler der Volksrepublik China in Fujian (1–59).